# Иван Бинев
Иван Йорданов Бинев е български офицер, генерал-лейтенант.

## Биография
Роден е на 25 март 1938 г. в старозагорското село Полски Градец. През 1964 г. е вербуван за агент на Държавна сигурност от III-III-V управление с псевдоним Петров. Снет от действащия оперативен отчет през 1965 г. До 1971 г. е командир на втора изтребителна авиоескадрила, базирана в Габровница. В периода 20 декември 1975 – 20 август 1978 г. е командир на осемнадесети изтребителен авиополк. Между 1981 и 1989 г. е командир на първа дивизия ПВО, базирана в Божурище. На 3 май 1996 г. е удостоен със звание генерал-лейтенант. На 26 юни 1996 г. е освободен от длъжността заместник-началник на Генералния щаб на Българската армия по Военновъздушните сили и назначен за главен инспектор на Военновъздушните сили в Инспектората на Министерството на отбраната. На 6 май 1998 г. е освободен от длъжността заместник-началник на Главния щаб на Военновъздушните сили и от кадрова военна служба, считано от 7 май 1998 г. В периода 29 ноември 1993 – 2 юли 1996 г. е заместник-началник на Генералния щаб на българската армия.